# 星民駅
星民駅（せいみんえき）は、中華人民共和国浙江省杭州市浜江区江南大道と西興路の交差点に位置する杭州地下鉄6号線の駅。

## 歴史
- 2020年12月30日：開業[1]。

## 駅構造
島式ホーム1面2線を有する地下駅。地下1階には地下街が設けられており、これは駅コンコースの北側に接続している。なお、この地下街は駅コンコースと平行しながらも独立した配置となっている。

### のりば
案内上ののりば番号は設定されていない。
| 路線    | 方向 | 行先                           |
| ------- | ---- | ------------------------------ |
| ■ 6号線 | 下り | 桂花西路・双浦方面             |
| ■ 6号線 | 上り | 火車東站（東広場）・枸橘弄方面 |

（出典：杭州地下鉄:站内空间示意图）

## 駅周辺
- 海威・銭塘之星
- 繽紛西苑
- 繽紛小区
- 星民ビル
- 星瀾之城

## 隣の駅
杭州地下鉄
■ 6号線
江陵路駅 - 星民駅 - 奥体中心駅